# Expedition 29
Expedition 29 è stata la 29ª missione di lunga durata verso la Stazione spaziale internazionale (ISS).
| Ruolo               | Settembre – Novembre 2011             | Novembre 2011                           |
| ------------------- | ------------------------------------- | --------------------------------------- |
| Comandante          | Michael Fossum, NASA Terzo volo       | Michael Fossum, NASA Terzo volo         |
| Ingegnere di volo 1 | Satoshi Furukawa, JAXA Primo volo     | Satoshi Furukawa, JAXA Primo volo       |
| Ingegnere di volo 2 | Sergej Volkov, Roscosmos Secondo volo | Sergej Volkov, Roscosmos Secondo volo   |
| Ingegnere di volo 3 |                                       | Anton Škaplerov, Roscosmos Primo volo   |
| Ingegnere di volo 4 |                                       | Anatolij Ivanišin, Roscosmos Primo volo |
| Ingegnere di volo 5 |                                       | Daniel Burbank, NASA Terzo volo         |

FonteNASA